# Hans Brändli
Hans Brändli (* 5. Februar 1896 in Basel als Johann Heinrich; † 4. November 1974 in Chur) war ein Schweizer Pfarrer und Autor.

## Leben und Werk
Hans Brändli war der Sohn des in der Basler Leonhardskirche tätigen Pfarrers Oscar Brändli. Brändli studierte Theologie an den Universitäten von Basel, Zürich und Berlin, wo er die Sekretärin von Erich Schairer, Helene Wauschkuh, kennenlernte und 1918 heiratete. Im gleichen Jahr promovierte er an der Universität Zürich und wurde ordiniert.
Brändli war von 1918 bis 1921 Vikar und Hilfspfarrer in Zürich-Wollishofen, Meisterschwanden-Fahrwangen, Lugano und im St. Peter in Zürich.

### Pfarrstellen
- 1921 bis 1923 in Pitasch-Duvin-Riein, Graubünden. Hier erlernte er die bündnerromanische Sprache.
- 1923 bis 1927 in Safenwil.
- 1927 bis 1929 in Agen (Südwestfrankreich) für die Schweizer Auswanderer. Diese bewirtschafteten durch den Ersten Weltkrieg verwaiste Bauernhöfe. Wegen der Scheidung von seiner Frau wurde Brändli gegen seinen Willen «versetzt».
- 1929 bis 1961 in Basadingen-Schlattingen-Willisdorf. Brändli wurde nicht auf das thurgauische Ordinationsgelübde vereidigt und hielt seine Predigt über seinen Lieblingstext Markus 10, 35–45.
- 1961 bis 1974 in Trin und anderen Bündner Gemeinden. Als pensionierter Hilfspfarrer unterwegs.

Brändli schrieb Buchbesprechungen, Übersetzungen, Nachrufe, Artikel über kirchliche Angelegenheiten, die u. a. in der sozialistischen Volksstimme, im Anzeiger am Rhein sowie in Bündner und anderen Ostschweizer Zeitungen erschienen sind. Er pflegte Kontakt u. a. zu Walter Nigg, Karl Barth, Leonhard Ragaz, Max Seidel, Arnold Knellwolf, Kuno Fiedler und Albert Schweitzer.
Brändli erhielt 1955 das Ehrenbürgerrecht von Basadingen.

## Familie
Brändli heiratete 1918 Helene Wauschkuhn. Zusammen hatten sie zwei Söhne. In zweiter Ehe war er ab 1929 mit Kläri, geborene Hofer († 1944), verheiratet, mit der er die Tochter Barbara Brändli hatte. In dritter Ehe war er ab 1955 mit Hilde Ragosch verheiratet. Nach seinem letzten Besuch bei seiner Tochter in Caracas verstarb Brändli in Chur und wurde in Trin beigesetzt.